# أقتى سنبلية
أقتى سنبلية (الاسم العلمي Actaea)، نبات بري من فصيلة الحوذان وقبيلة الخربقيات. ساقه منتصبة تعلو من 30 إلى 60 سم.
أوراقه كبيرة مُتعاقبة، ثُلاثية التشريم. أزهاره عاقيد هامية الارتكاز، مُنتظمة وخُنْثوية ذات 4 أو 5 كأسيات بيضاء أو صفراء. البتلات بيضاء خطية،
عددها 4 أو 5. الثمرة عُنبية سوداء لامعة قدرها قدر حبة البازلا.

## الوصف
الأقتى سامة وغير مُستحبة الرائحة. فيها صابونين يؤدي ابتلاعه إلى فصل كريات الدم الحمراء. الجذر مُقيئ عنيف (يُستعمل في الطب البيطري)،
مُسهل. الأوراق الغضة نافِطة قوية. كامل النبات، بما فيها الثمار المُجففة أو المسحوقة، تقتل القمل و العناكب والقراديات من الخارج.
إن استعمال هذا النبات محظور بتاتًا في المنزل لأنه يؤدي إلى اضطرابات خطرة في المعدة والأمعاء. إن ابتلاع الثمار قد يؤدي إلى متاعب جدية.
مسحوق النبات ونقيعه المغلي يفيدان في الطب البيطري للقضاء على القمل والقراديات وشفاء الجرب.